# 表征 (化学)
表征（英語：characterization）又称示性、特征化、特性化、表徵分析，作为化学及材料科学的术语，指用物理或化学方法对物质进行化学性质的分析、测试或鉴定，并阐明物质的化学特性。此概念包括很多具体手段，包括各种显微技术、紫外-可见-红外光谱、衍射、电子光谱、质谱等；所表征的特性包括元素组成（化学成分）、元素的化学环境（成键情况）、材料的晶体结构、材料的表面形态等。
在生物学、医学中，表征又称（特征）描述、特性分析，是对复杂系统或过程最具特征的性状，进行识别和表征的过程。

## 显微镜学
- 光学显微镜
- 透射电子显微镜（TEM）
- 扫描电子显微镜（SEM）
- 扫描隧道显微镜（STM）
- 原子力显微镜（AFM）

## 光谱（广义）

### 紫外/可见/红外波段
- 紫外-可见吸收光谱（UV-Vis）
- 红外光谱（IR）
  - 拉曼光谱（Raman）
- 光致发光（PL），即荧光光谱
- 電致發光（EL）
- 热释光（TL）

### X射线
- X光散射技术（X射线衍射，XRD）
- X射线光谱：EDX和WDX
- 电子能量损失谱（EELS）
- X射线光电子能谱学（XPS）
  - 紫外光电子能谱学（UPS）
- 俄歇电子能谱学（AES）

### 质谱
- 质谱法（MS）
  - 電子電離（EI）
  - 热电离质谱法（TI-MS）
  - 基质辅助激光解吸/电离（MALDI）
- 次级离子质谱（SIMS）

### 其他
- 动态光散射（DLS）
- 核磁共振波谱法（NMR）
- 電子自旋共振（EPR、ESR）
- 卢瑟福背散射（RBS）
- 穆斯堡尔谱学（MBS）

## 化学分析方法
参见：
- 仪器分析
- 分析化学

## 宏观尺度测试

### 热学分析
- 热失重分析（TGA）
- 差示扫描量热法（DSC）
- 差热分析（DTA）

### 其他
- 力学测试（拉伸试验、硬度测试等）
- 色谱法

## 延伸阅读
- Kumar, Sam Zhang, Lin Li, Ashok. . Boca Raton: CRC Press. 2009. ISBN 1420042947.
- Leng, Yang. . Wiley. 2009. ISBN 978-0-470-82299-9.